# Arenaria humifusa
Arenaria humifusa es una especie de planta herbácea de la familia  Caryophyllaceae. Se desarrolla sobre suelos de  serpentina: una roca tóxica a la que es muy resistente.

## Descripción
Es una hierba baja y perenne que mide 1 a 3 cm de alto. Crece en pequeñas hileras con guías que eventualmente forman esteras. Las hojas son elípticas, lisas y de 3 a 4 mm de largo. Las flores son blancas, de 5 a 6 mm, con botones de polen púrpura pálido. La especie crece en suelos calcáreos húmedos y ricos en bases.

## Distribución
Esta especie  se encuentra en las regiones del norte a ambos lados del Atlántico. La especie se encuentra en Canadá, Groenlandia, Svalbard, el norte de Noruega, el norte de Suecia y la península de Ribachi en Rusia. En Noruega, se han encontrado en algunos lugares, desde Hattfjelldal hasta Nordkapp, y se considera a la especie como la planta de montaña unicéntrica del norte.